# Patritius von Heydon

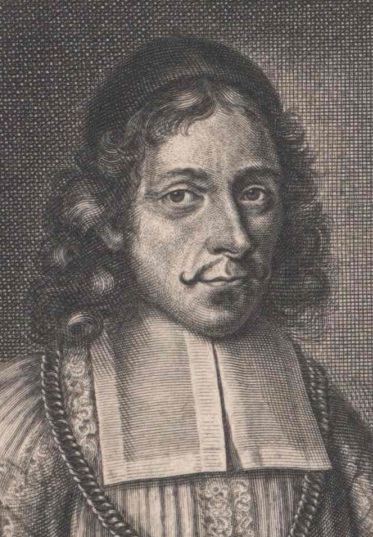
Patritius von Heydon

Patritius von Heydon (* 15. August 1648 in Straubing; † 25. August 1730 in Rohr in Niederbayern) war ein deutscher Augustinerchorherr und von 1682 bis 1730 der 40. Propst des Klosters Rohr.

## Leben
Der Lebensweg von Franz Wilhelm Freiherr von Heydon, so sein Geburtsname, bis zum Eintritt mit 23 Jahren ins Stift Rohr ist nicht bekannt. Seine Familie stammte aus Straubing.
Am 25. Januar 1672 legte er mit dem Klosternamen Patritius seine Profess ab. Im selben Jahr wurde Patritius auch zum Priester geweiht. Er muss das theologische Studium also noch vor dem Klostereintritt begonnen haben. Von 1672 bis 1674 war er Pfarrvikar in Semerskirchen, dann von 1674 bis 1677 Pfarrvikar der Wallfahrtskirche in Laaberberg. Anschließend war er bis 1678 Stiftsdekan und Pfarrherr in der Marktgemeinde Rohr. Von 1678 bis 1680 war er wieder Pfarrvikar in Semerskirchen. Am 18. November 1682 wurde der 34-jährige Heydon als Patritius II. zum neuen Propst gewählt.
Nach den Wirren des Dreißigjährigen Kriegs ließ er alle Kirchen in seinem Einflussgebiet barockisieren. So holte er die jungen Gebrüder Asam nach Rohr, wo sie das Kirchengebäude in barocker Pracht neu errichteten. Von Heydons Mitwirken an der Gestaltung und Planung der Klosterkirche darf hierbei nicht unterschätzt werden. Ebenso engagierte er die Wessobrunner Maurermeister und Stuckateure Simon und Joseph Bader, die in Rohr ansässig wurden und Kirchen in Rohr und im Umland ausstatteten.
Unter Heydons Führung wuchs auch der Rohrer Konvent mit 21 Mitgliedern (1715) wieder zu stattlicher Größe an.
Am 25. August 1730 starb Patritius II. Freiherr von Heydon 83-jährig in Rohr. Er wurde in der neuen Annakapelle begraben und erhielt ein Marmor-Epitaph.